# Myrmosicarius cuspidatus
Myrmosicarius cuspidatus är en tvåvingeart som beskrevs av Borgmeier 1928. Myrmosicarius cuspidatus ingår i släktet Myrmosicarius och familjen puckelflugor. Inga underarter finns listade i Catalogue of Life.